# Episodes
Episodes er en engelsk/amerikansk meta-sitcom udviklet af Friends-skaberen David Crane og Jeffrey Klarik. Den havde premiere på Showtime den 9. januar, 2011 og på BBC Two den 10. januar, 2011.

## Handling
Serien handler om et britisk ægtepar, Sean og Beverly, som er professionelle komedieforfattere, der rejser til Hollywood for at reproducere deres succesfulde engelske komedieserie i amerikansk format. Efter at have mødt de amerikanske TV-folk går det dog op for ægteparret, at amerikanernes vision varierer drastisk fra deres egen.
Matt LeBlanc spiller i serien en fiktiv version af sig selv, som bliver venner med Sean, men som foragtes af Beverly.

## Rolleliste
- Matt LeBlanc som Matt LeBlanc
- Stephen Mangan som Sean Lincoln
- Tamsin Greig som Beverly Lincoln
- John Pankow som Merc Lapidus
- Kathleen Rose Perkins som Carol Rance
- Mircea Monroe som Morning Randolph
- Richard Griffiths som Julian Bullard
- Daisy Haggard som Myra
- Lou Hirsch som Wallace